# Eucrostes virginalis
Eucrostes virginalis là một loài bướm đêm trong họ Geometridae.